# Kossuth Lajos utca (Marosvásárhely)
A marosvásárhelyi Kossuth Lajos utca (románul: Strada Călărașilor) a Rózsák tere (Főtér) északi sarkából indul északnyugati irányba, és egészen az Unirii-negyedig, a Maros túlpartjáig halad. Legelőször a 16. század közepén említik. A 19–20. század fordulóján főleg zsidó családok lakták, a legtöbb ház földszintjén üzlet, kereskedés volt. A második világháború során sok épület tulajdonos nélkül maradt és az állam tulajdonába került.

## Története
Legelső említése 1553-ból származik. Neve több évszázadon keresztül Szentkirály utca, ugyanis ez az út vezetett a Maros jobb partján fekvő Marosszentkirály felé; hasonló okból a város északnyugati fertályát is Szentkirály-negyednek nevezték. Kezdetben a Hídvég utcát (a jelenlegi Str. Podeni) is hozzáértették. 1562-ben Szent-Király utza, 1594-ben platea Zenth Kiraly vcza, 1758-ban Sz. Királlyi uttza. Nevezték Nagyszentkirály-utcának is, hogy megkülönböztessék a Kisszentkirály, a jelenlegi Arany János utcától.
Vásárok alkalmából a Szentkirály utca Főtér felőli végén gabonapiac és szénpiac volt, és itt álltak a bérkocsisok is.
1893-ban vette fel a Kossuth Lajos nevet. A 19–20. század fordulóján főleg zsidó családok lakták, a legtöbb ház földszintjén üzlet, kereskedés volt. A román hatalomátvétel után, 1920-ban átnevezték Strada Călărașilor-ra (lovaskatonák, huszárok utcája). 1941-ben újból Kossuth, majd megint Călărașilor. A második világháború során sok épület tulajdonos nélkül maradt; ezek az állam tulajdonába kerültek, és bérlőknek adták ki őket.

### A Maros-híd
A Maros fölött átívelő, egykoron Rákóczi nevét viselő híd a Kossuth utca szerves része. Mai kinézetét 1980-ban nyerte el.
Kezdetben csak gázlókon, alacsony vízállásnál volt lehetséges a Maroson való átjutás. 1599-ben Borsos Tamás a folyón átívelő híd építését javasolta, hogy a falvak népe nagy vízállás idején is eljuthasson a városba, a vásárokra. Ez 1603-ban készült el, és Vámos-hídnak is nevezték, ugyanis az átkeléshez vámot kellett fizetni. A hidat 1821-ben árvíz vitte el, de még ugyanabban az évben Bodor Péter egy új cölöphidat épített, mely közel egy évszázadig kitartott.
1910–1911 között felépítették a vasrácsos szerkezetű, nagy teherbírású II. Rákóczi Ferenc-hidat. A második világháború végén a visszavonuló csapatok megrongálták. 1958-ban betonhidat építettek, azonban alacsony ívelése gátolta a víz gyors lefolyását áradások idején. A jelenlegi Maros-hidat 1979–1980 között építették.

## Leírása
Délkelet–északnyugati irányú, 1,6 kilométer hosszú, kétirányú utca. Az alábbi listában a házszámok a jelenlegi számozást jelölik.

### Délnyugati házsor
- 1. Lábas-ház. Eredetileg a 15. századból származik; 1732–1905 között itt működött a Római Katolikus Teológiai Líceum. 1873-ban egy nagy tűzvész után újjáépítették, földszinti árkádjait befalazták, és még egy emelettel bővítették. Az 1983–1985-ös felújítás során visszaállították az eredeti barokk homlokzatot és a földszinti árkádokat.[5]
- 11. A Román Beruházási Bank (BRD) épülete, 1990–1994 között épült.[5]
- Petőfi Sándor-szobor, a Kossuth és az Arany János utca kereszteződésében levő kis parkban. Ezen a helyen állt 1919-ig a Rákóczi-mellszobor. A Petőfi-szobor Hunyadi László alkotása, 2000-ben leplezték le.[6]
- Holokauszt-emlékmű, a Kossuth, Jókai (Rozelor) és Malom (Morii) utcák kereszteződésénél található kis téren. Izsák Márton munkája, már 1947-ben elkészült, de csak 2003-ban állították fel. Az 1944-ben elhurcolt 7500 zsidónak állít emléket.[6]
- 105. Autósiskola épülete, 1905–1906-ban épült elemi iskolának, szecessziós stílusban. 1977-ben átalakították.[4]
- 107. Egykori tüzérlaktanya. Az utca erről az épületről kapta román nevét (călăraș = lovaskatona, tüzér, huszár).[4]

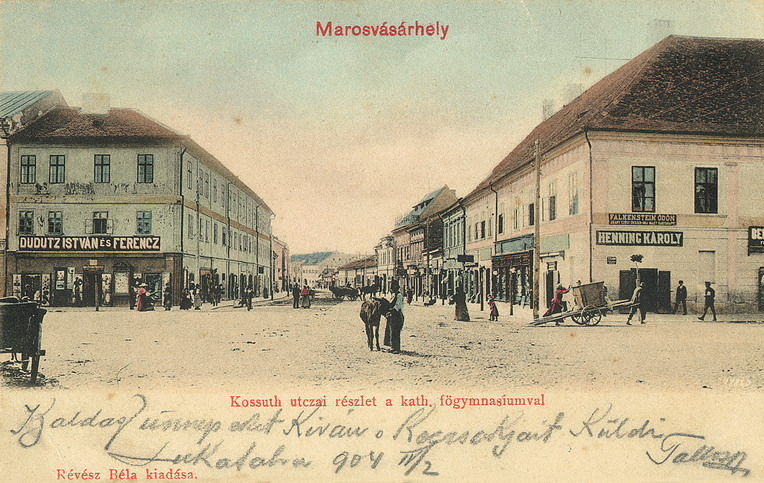
A Kossuth utca eleje 1904-ben. Balra a Lábas-ház, jobbra a Köpeczi–Teleki-ház

- Maros-híd.

### Északkeleti házsor
- A Kossuth és Szentgyörgy utcák sarkán áll a Köpeczi–Teleki-ház, a város legrégibb fennmaradt lakóháza. 1554-ben építtette Köpeczi Nagy Tamás, a 18. században a Telekiek tulajdona volt, akik többször átépíttették. A 19. században kaszinóként, a 20. században banképületként is szolgált.[6]
- 10. Bodola-ház, a 19. század végén épült, 1901–1902 között szecessziós stílusban átalakították, így ez lett a város egyik első szecessziós épülete.[3] Homlokzatán emléktábla van, melyet Marosvásárhely mártírvárossá nyilvánításának alkalmából állítottak.[5]
- 12. Krausz-ház, cukorka- és csokoládégyár működött itt, az államosítás után raktárnak használták.[7]
- 14. A Fehér ló fogadó egykori épülete. Homlokzatán tábla jelzi, hogy 1866-ban itt szállt meg Mihai Eminescu.[6]
- 28. Business Center, az 1990-es évek második felében épült modern irodaház,[5] jelenleg kormányhivatal.
- 34. Knöpfler-ház. A 18. század második felében épült barokk díszítésű ház, 1860-ban vásárolta meg Knöpfler Vilmos orvos. Nagy telkén botanikus kertet létesített (a város első ilyen intézményét), és egy utcát is nyitott, mely később az ő nevét viselte. A román hatalomátvétel után az utca új neve Strada Brăilei, a botanikus kertet felparcellázták és beépítették.[8]
- 44. Szilágyi-ház, Szilágyi Sándor orvos, zenész, fényképész háza, 1909-ben nyerte el mai, szecessziós formáját.[3]
- 52. Csiszár-ház. A 19. század elején épült barokk stílusban, közel egy évszázad múltán került a Csiszár család birtokába, utolsó tulajdonosa Csiszár Ádám volt. A Csiszárok fontos szerepet töltöttek be a város életében, szűcsműhelyüket 1656-ban alapították.[9]
- 58. Izmail-ház, gazdagon díszített szecessziós épület.[10]
- 92. A Műmalom. 1935-ben épült egy régebbi, gázmotorral működő malom helyén, napi 60 tonna búza megőrlésére képes.[11]
- 106. Bürger-ház, ismertebb nevén Aranykakas. A 19. század végén építtette Bürger Albert nagytőkés, a város legbefolyásosabb polgára, mint saját lakóházat. Az épületet 1948-ban államosították, az 1970-es évektől itt működött az Aranykakas vendéglő. A 21. század elején elhagyták, állapota leromlott.[12]
- Maros-híd.
- 108. Mezőgazdasági gimnázium. Az épületet Kós Károly tervezte az 1942-ben alapított marosvásárhelyi mezőgazdasági középiskola számára, első szárnyát 1950-ben adták át, a teljes épületegyüttes 1960-ban készült el. 2004-ben felvette Traian Săvulescu botanikus nevét.[13] Korábban ezen a helyen állt a Nepomuki Szent János-kápolna.[14]
- 112–114. Az 1949-ben létesült Electromureș fémipari vállalat épületei. A 20. század második felében nemzetközi hírnevű, elektrotechnikai cikkekre szakosodott gyár működött itt.[4]
- 126. Csatornaház, díszes, tornyos épület a Maros partján, mely a vízművek karbantartó műhelyeként szolgált. 1910-ben építették szecessziós stílusban, tervezője Radó Sándor volt.[15]

## Műemlékek
A Kossuth Lajos utca felső (Főtér felőli) részét műemlék épületegyüttesként tartják nyilván; ezen kívül két egyéni épület is műemlék.
| Házszám   | Kép | Megnevezés               | Építés dátuma | Műemlék kódja   |
| --------- | --- | ------------------------ | ------------- | --------------- |
| 1–7, 2–52 |     | Kossuth Lajos utca része | 18–20. század | MS-II-a-A-15461 |
| 52        |     | Csiszár-ház              | 19. század    | MS-II-m-B-15488 |
| 106       |     | Bürger-ház               | 19. század    | MS-II-m-B-15542 |